# Länsteater
En länsteater eller regionteater är en regional scenkonstinstitution med uppdrag från landsting eller region att bedriva scenkonstverksamhet. Länsteatrarna drivs i alla möjliga former som föreningar, stiftelser, aktiebolag eller under förvaltning i landstingens organisation. 
Sveriges 21 länsteatrar är spridda över 19 län och samverkar genom den ideella föreningen  Länsteatrarna i Sverige, som leds av en styrelse i samråd med respektive teaterstyrelse. Målet för verksamheten är "att förbättra möjligheterna för alla barn och vuxna att se bra teater – var de än bor i landet." Förutom vanlig talteater erbjuder vissa länsteaterorganisationer även modern dans respektive opera och samverkar i viss mån med länets länsmusikverksamheter.
Den samiska Giron sámi teáhter är litet speciellt då det formellt sett ligger under sametinget och därför har Jordbruksverket som uppdragsgivare.
Norrbottensteatern, som bildades 1967, brukar räknas till den första av Sveriges länsteatrar. Det var dock först efter att riksdagen antagit Sveriges första nationella kulturpolitiska mål 1974 som de flesta bildades. En del bildades genom att landstinget tog över Riksteaterns regionala ensembler, som i fallet med Länsteatern i Örebro, eller andra redan existerande teatrar, till exempel Stadsteatern Linköping-Norrköping som blev Östgötateatern. I Stockholms län fungerade Arena teaterbåten som flytande och turnerande teater under namnet Stockholms läns- och skärgårdsteater åren 1979-85. Senare övertogs den rollen av Oktoberteatern i Södertälje. Idag är det endast Uppsala läns landsting och Region Skåne som saknar egna länsteatrar.
Länsteatrarna organiserar sig under organisationen Länsteatrarna i Sverige, vars kontor ligger i Stockholm. Ordförande för organisationen är sedan 2019 Robert Uitto, Regionråd (S) och kulturpolitiker i Jämtland.

## Teatrar
- Byteatern – Kalmar läns teater

- Dalateatern – Stiftelsen länsteatern i Dalarna

- Estrad Norr – Jämtlands läns musik och teater

- Folkteatern i Gävleborg

- Folkteatern i Göteborg

- Giron Sámi Teáhter

- Länsteatern på Gotland

- Norrbottensteatern

- Norrlandsoperan

- Oktoberteatern i Södertälje, länsteater Stockholms län

- Regionteatern Blekinge Kronoberg

- Regionteater Väst

- Smålands Musik och Teater

- Scenkonst Sörmland

- Teater Halland

- Teater Västernorrland – Scenkonst Västernorrland

- Västanå Teater – länsteater i Värmlands län

- Västerbottensteatern

- Västmanlands teater

- Örebro länsteater

- Östgötateatern (med Ung scen/öst)

## Jämför även
- Länsmusiken
- Länsmuseum